# Каянская земля

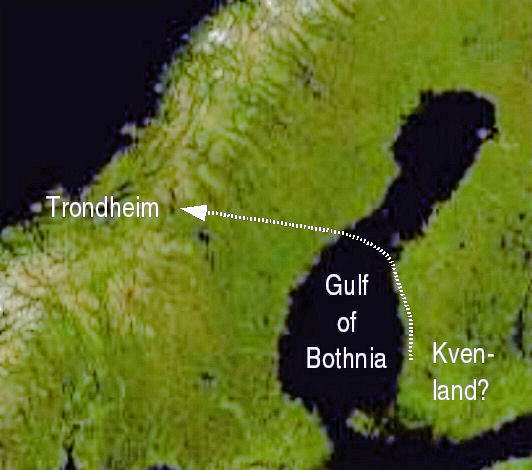

Каянская земля — так называется в русских источниках XV—XVI веков область, прилегавшая к Ботническому заливу, к северной границе Водской пятины, к поселениям корел и к Северному Ледовитому океану. В восточной части она была населена лопарями, а в западной — шведами, которые в одном акте 1580 года назывались «немецкими свискими людьми».
Знакомство с ней русских относится к 1496 году, когда Иваном III было отправлено туда войско под начальством Ивана и Петра Ушатых. От устья Северной Двины русская рать поплыла «морем-окияном», миновала «Мурманский Нос» (вероятно, Святой Нос) и, достигнув Каянской земли, «повоевала здесь берега восьми рек». Описывая путешествие Григория Истомы (вероятно, совершенное в начале XVI века), Герберштейн говорит, что он, «оставив землю лопарей и сделав 80 миль морем, достиг страны Нортподен, подвластной королю шведскому. Русские называют её Каянской землею, а народ — Каяны». Собственно каяны или квены — финноязычный народ, проживающий на севере Норвегии. Леопольд фон Бух, Кастрен и др. полагали, что это племя с древнейших времен распространилось по всей области, лежавшей вокруг северной части Ботнического залива. Название их земли, приводимое Герберштейном, — Nortpoden — означает северную, низовую землю. Такое же значение имеет, по толкованию Лерберга, и финское название Kainun-maa, Kainu-laiset, откуда Kwener или Quaener.